# Ordensdräkt

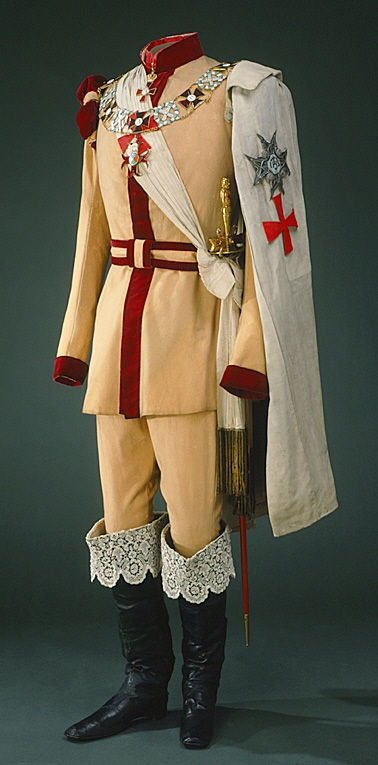
Dräkt för riddare av Carl XIII:s orden som burits av Oscar I. Den enda ordensdräkt som är i bruk i Sverige idag.

Ordensdräkt är en fastställd dräkt som bärs inom en orden. Ordensdräkter för religiösa ordnar är kända sedan 300-talet. Under medeltiden etablerades formen för kloster- och mendikantordnarnas dräkter som varierade i snitt och färg mellan ordnarna. Senare blev det vanligt även för riddarordnar och ordenssällskap att ha särskilda dräkter för ceremoniella tillfällen. 

## Religiösa ordnar
I Sverige har den katolska medeltiden efterlämnat gatunamn som Svartbrödersgatan eller Gråbröders gränd i Lund, vilka vittnar om ordensdräktens variationer: Dominikanordens dräkt är vit men täcks av en svart kappa; gråbroder åsyftar franciskanens dräkt i ofärgat ylle.

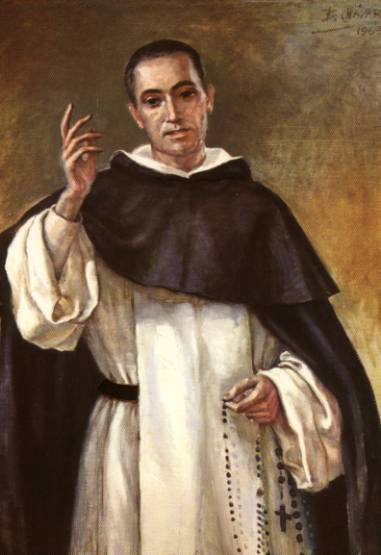
Dominikanordens svarta och vita dräkt.
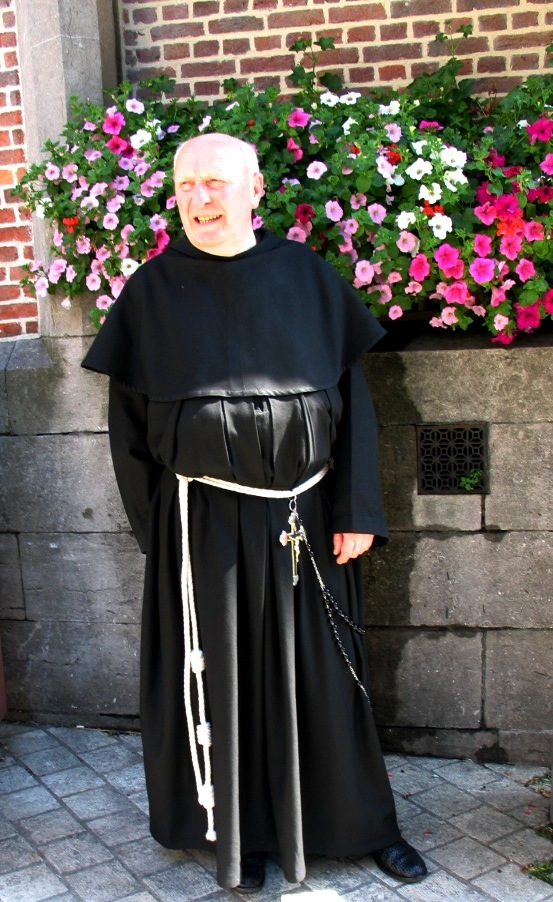
Franciskanerordens gråa dräkt.
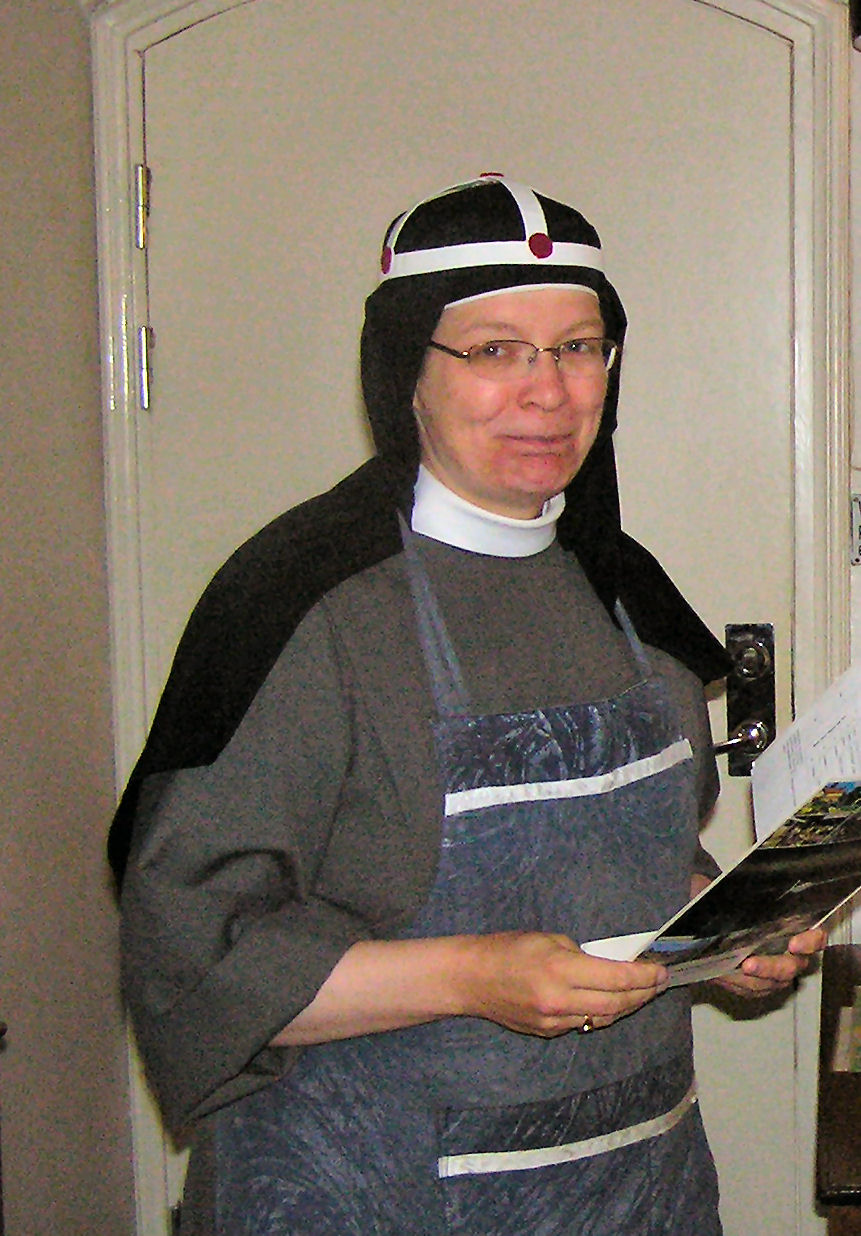
Birgittinordens gråa och svarta dräkt.

## Världsliga ordnar
Idag används ordensdräkter inom världsliga riddarordnar endast i Storbritannien, Vatikanstaten samt inom Malteserorden.

### Sverige
I Sverige fastställdes 1748 en dräkt för Serafimerorden av vit atlas med svarta spetsar och kappa. 1762 fick Svärdsorden en dräkt av blå sammet, och Nordstjärneorden en liknande av röd sammet med vita passpoaler. Vasaorden fick 1772 ordensdräkt av mörkgrön sammet med vita passpoaler. 1779 fick Serafimerorden en mindre dräkt av purpurröd sammet med passpoaler och skärp av guldtyg.
1818 undergick dessa ordensdräkter vissa förändringar, och Svärdsorden fick en helt ny dräkt av gult kläde med mörkblå sammetspasspoaler. Carl XIII:s orden fick något senare en liknande dräkt med mörkröda sammetspasspoaler. Svenska ordensdräkter användes sista gången vid Oscar I:s kröning 1844. Idag bärs ordensdräkt endast vid högtidliga sammankomster inom Carl XIII:s orden.

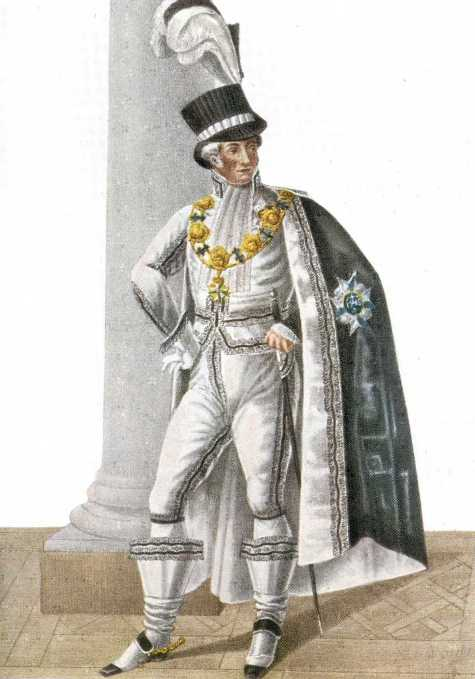
Serafimerordens stora dräkt.
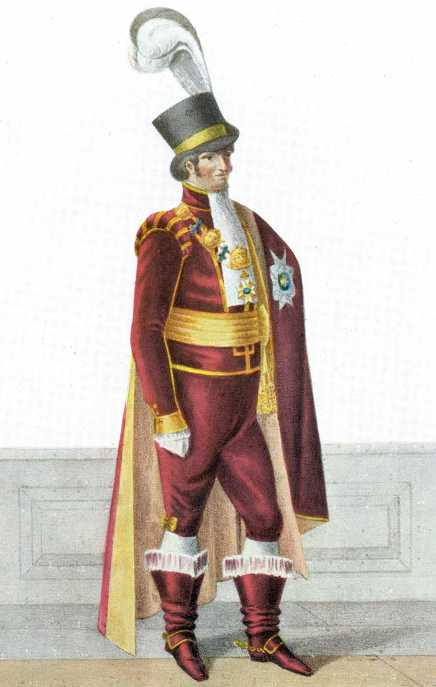
Serafimerordens lilla dräkt.
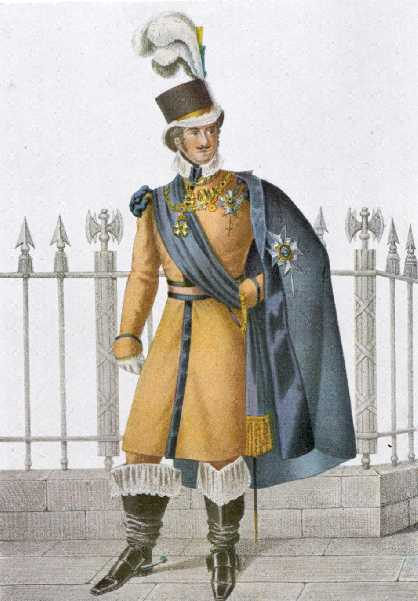
Svärdsordens dräkt.
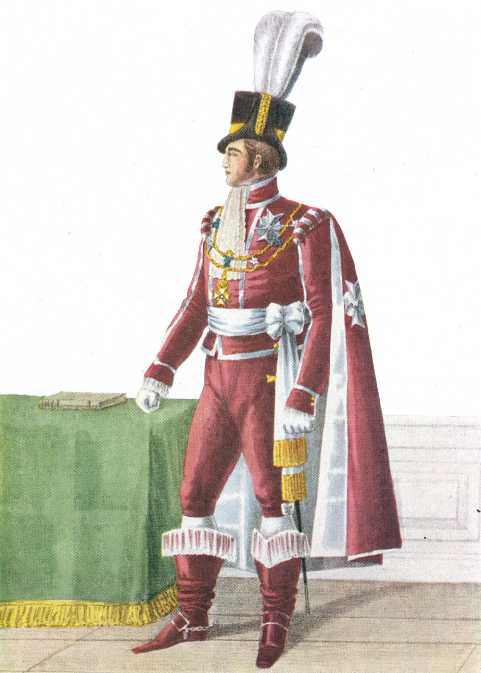
Nordstjärneordens dräkt.
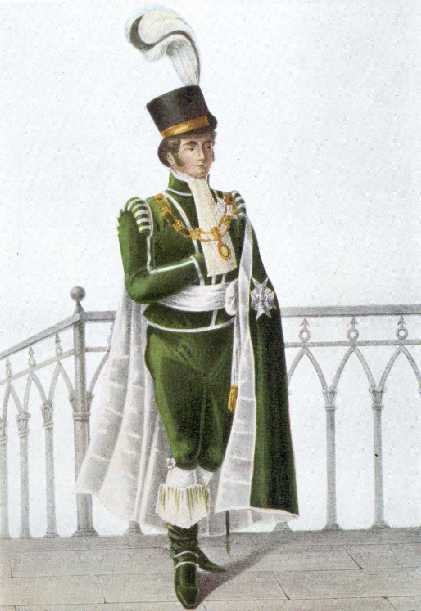
Vasaordens dräkt.
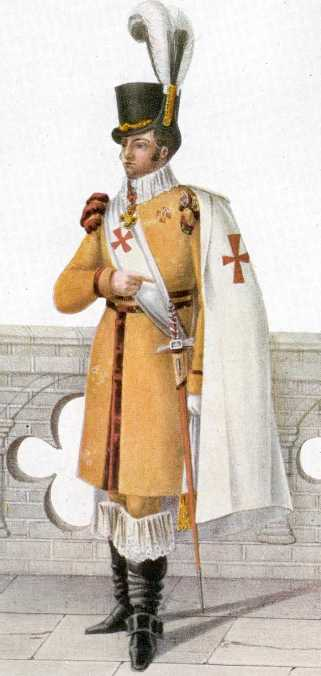
Carl XIII:s ordens dräkt.